# ARTIFACT OF INSTANT
ARTIFACT OF INSTANT（アーティファクトオブインスタント）は、日本のロックバンド。

## 概要
2012年6月に結成、宮崎県を活動拠点とするロックバンド。
メンバー全員が宮崎県出身である。

## メンバー
井上 峻（いのうえ しゅん）
リードギター・作曲担当。常に長袖の服を着用している。ライブではあまりにも激しい動きと難解なフレーズを多数のエフェクターを駆使し演奏する。
ryosukekimoto
ドラムス担当。メンバー最年少。以前のアーティスト名はカタカナ表記のキモトリョウスケ。(漢字表記は非公開) TシャツやCDの歌詞カードのデザインも手掛ける。現在はn3q?のドラムスとしても活動。
イイホシ タツロウ
ボーカル・リズムギター・作詞担当。メンバー最年長。以前のアーティスト名は漢字表記での飯干達郎。眼鏡を着用している。2016年11月に脱退、2024年6月に再加入。「Wikipediaのメンバー紹介欄の自身の内容が薄い」と嘆いている。
さえこ
ベース・コーラス(サイドボーカル)担当。メンバー唯一の女性。本名は非公開。以前のアーティスト名は漢字表記の早衣子。主にコーラスを担当しているが、一部の楽曲では主旋律を取るパートが存在する。AOI結成以前のベースの演奏経験は皆無であったという。非常に小柄である。2016年11月に脱退、2024年6月に再加入。現在はナードマグネットのベーシストとしても活動。

## 経歴
2012年
- 6月17日 結成。結成当時ベースの演奏経験が無かった早衣子が担当することを決めた理由は「ノリで」。
- 8月18日 地元宮崎県のSR BOXでの初ライブにて初自主企画「MULTICOLOR BEATDOWN vol.1」を開催。当日より無料音源を配布を開始。
- 12月29日 会場限定盤として「1st demo」をリリース。(その後、2013年2月25日よりindiesmusic.comにて取り扱われた。)

2013年
- 5月 SHANK「Summer In The Country Tour 2013」のファイナル公演へゲスト出演を果たす。会場は長崎県のStudio DO!。BAN'S ENCOUNTERとの初共演。
- 9月14日 ライブ会場とIMC限定販売として「2nd demo」をリリース。
- 9月 「MULTICOLOR BEATDOWN vol.2」をSR BOXにて開催。

2014年
- 2月 自主企画「MULTICOLOR BEATDOWN vol.3」が会場であるSR BOXを内包するビルの火事によって中止された。
- 7月 前述の火事によって中止となったvol.3のリベンジ企画として「MULTICOLOR BEATDOWN vol.3.5」をvol.3と全く同じ出演者にて開催。ライブのMCにて全国流通盤のリリースを発表。
- 7月 FUJI ROCK FESTIVALのROOKIE A GO-GOに一般公募で選出され出演。
- 10月8日 初の全国流通盤となる1stミニアルバム「モラトリアム」をPUBLiC TREE。より発売。それに伴ったリリースツアーを11月9日から翌年2月1日までを敢行。

2015年
- 2月1日 SR BOXにて「モラトリアムリリースツアーファイナル」を開催。ゲストバンドとしてBAN'S ENCOUNTER、LILI LIMIT、LONEという盟友たちが集結した。
- 8月2日 後に恒例となる自主企画「テンション降臨」をSR BOXにて初開催。
- 8月26日 2ndミニアルバム「不甲斐ない僕らは空を見上げた」をUNDEAD RECORDより発売。それに伴ったリリースツアーを9月19日から11月15日まで敢行。
- 11月15日 「不甲斐ない僕らは空を見上げたリリースツアーファイナル」を開催。(JELLYFiSH FLOWER'Sとの2マンライブ)

2016年
- 2月 自主企画「テンション降臨'16」を東京・大阪・福岡にて開催。(全箇所3マン公演)
- 6月3日 3rdミニアルバム「Recoil」の発売を発表。同時にYouTube上に"EGO"のMusic Videoが公開する。
- 6月18日 恒例となった自主企画「テンション降臨'16」をBAN'S ENCOUNTERとの共同企画としてSR BOXにて開催する。
- 8月3日 3rdミニアルバム「Recoil」を自主レーベルTHE EIGYO RECORDより発売。それに伴うリリースツアーを8月11日から11月5日まで敢行する。また初となるTOWER RECORDSでのインストアアコースティックライブツアーも敢行する。
- 8月6日 BAN'S ENCOUNTERの自主企画「CHAMPON FES.2016」へ出演。3年連続3回目のトリ前でのライブを務める。
- 8月11日 floor R(宮崎県)にて「Recoil Release Tour 2016」の初日を迎える。ベランパレードとの2マンライブとなり、主催ライブでは初のソールドアウトを果たす。
- 10月15日 公式サイト上にて早衣子(Ba,Vo)が11月5日のワンマンライブを以て脱退することが発表され、本人のコメントが掲載された[2]。
- 11月5日「Recoil Release Tour 2016」のツアーファイナルとして SR BOXにて自身初のワンマンライブを敢行。当日を以て早衣子(Ba,Vo)が脱退。
- 11月12日 11/5を以ての飯干達郎(Vo,Gt)の脱退と無期限での活動休止を発表。メンバーは今後個人での活動を行う予定。[3]。

2019年
- 3月10日 大分県T.O.P.S Bitts HALLにて開催された「SIX LOUNGE pre. "祝トップス30周年！VooDoo Night！"」にて3年ぶりにライブを行う。オリジナルメンバー4名での出演となった。[4]

2020年
- 5月18日 オフィシャルTwitterアカウントにて翌日20:00を示す投稿がなされる。[5]
- 5月19日 約4年ぶりの新作となる1st Single「暁鐘 / 拝啓」のリリースを発表。今作の売り上げは全額宮崎県のライブハウス、SR BOXとFLOORの2店舗へ還元される。[6]

2024年
- 6月16日 翌日21:00を示す投稿がなされる。
- 6月17日 「再始動」をオリジナルメンバー4名の署名を以って宣言。公式LINEとInstagramも開設された。なお、当日はバンドの結成日でもある。
- 10月13日 宮崎FLOORにて自主企画「BEAT DOWN vol.1」を開催。活動再開後初のライブとなった。

## 作品

### ミニアルバム
モラトリアム（2014年10月8日）
THE NINTH APOLLOの傘下レーベルPUBLiC TREE。よりリリース。
1. 0℃
2. 追伸
3. 極楽鳥
4. ナナ
5. モラトリアム
6. 葛藤と未来展望
7. いつか、また、

不甲斐ない僕らは空を見上げた（2015年8月26日）
UNDEAD RECORDよりリリース。
1. 泡沫
2. 天邪鬼の行進
3. ナイトダイブ
4. ガベル
5. そこにあるもの
6. ノスタルジア
7. 不甲斐ない僕らは空を見上げた

Recoil（2016年8月3日）
自主レーベルTHE EIGYO RECORDよりリリース。
1. From Jacqueline
2. C.P.
3. EGO
4. You
5. Mob
6. Will
7. Dear Jacqueline

### 配信シングル
暁鐘 / 拝啓（2020年5月23日より配信開始）
音源のデータとグッズのセット販売。ステッカー、Tシャツ(2デザイン)、マグカップより選べる仕様。
1. 暁鐘
2. 拝啓

### デモ音源
極楽鳥/葛藤と未来展望（2012年8月）
無料配布音源。1000枚以上を配布し、同年12月に配布終了。
1. 極楽鳥
2. 葛藤と未来展望

1st demo（2012年12月29日）
ライブ会場・IMCのみで販売。完売。
1. 葛藤と未来展望
2. 0℃

2nd demo（2013年9月14日）
ライブ会場・IMCのみで販売。完売。
1. 天邪鬼の行進
2. ともえ